# Holtville
Holtville  è una città degli Stati Uniti d'America, situata nella California meridionale.
Fa parte dell'Imperial County, si trova 17 km ad est di El Centro.
La città fu famosa nel XX secolo per il Festival della carota dell'Imperial Valley.

## Geografia fisica

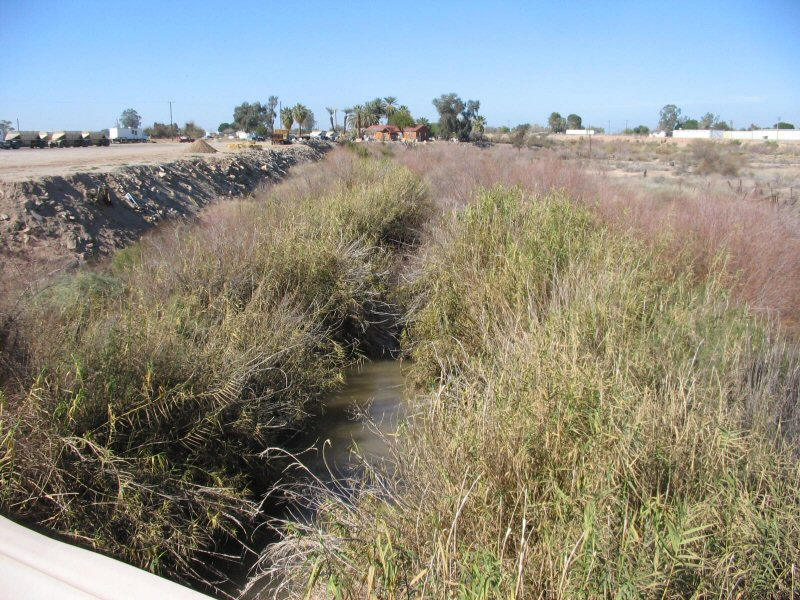
Il fiume Alamo, nei pressi di Holtville

La cittadina è situata nell'estremo sud della California, nei pressi del canale Alamo.

## Storia
La città fu fondata nel 1903 col nome di Holton in onore del primo colono W.F.Holt.
Nel 1918 la cittadina fu attrezzata di una speciale macchina in grado di viaggiare sia sulle rotaie che sulle strade ed utilizzata per rifornire la gente dei dintorni con beni di consumo.
Negli ultimi anni Holtville è salita alla ribalta della cronaca per via del suo cimitero di John Doe e Jane Doe, immigranti trovati morti nei dintorni della cittadina e seppelliti in un campo di fianco al cimitero.